# 奄美市立小湊小学校
奄美市立小湊小学校（あまみしりつ こみなとしょうがっこう）は鹿児島県奄美市にある公立小学校。

## 沿革
- | [icon] | この節の加筆が望まれています。 |
- 1872年（明治5年）7月 - 小湊小学校創立。
- 1887年（明治20年）9月 - 小湊簡易小学校と改称。
- 1896年（明治29年）4月 - 部落中央地から現在地に移転し、小湊尋常小学校と改称。
- 1925年（大正14年）3月 - 高等科を併置し、小湊尋常高等小学校と改称。また、小湊青年訓練所併置。
- 1935年（昭和10年）8月 - 併設の小湊青年訓練所が廃止。
- 1941年（昭和16年）4月1日 - 国民学校令により、小湊国民学校と改称。
- 1948年（昭和23年）4月 - 小湊小学校と改称。
- 1953年（昭和28年）12月25日 - 奄美諸島の日本復帰により、名瀬市立小湊小学校と改称。
- 1957年（昭和32年）3月 - 校歌制定（作詞・作曲:三界実義）。
- 1958年（昭和33年）
  - 7月 - 従来の敷地に鉄筋校舎が落成し、移転。
  - 9月 - 校章制定（図案:亀山池次）。
- 1962年（昭和37年）3月 - 創立95周年記念式典（校旗制定・図書充実・記念植樹）。
- 1967年（昭和42年）3月 - 体育館落成。創立百周年記念式典挙行。
- 1974年（昭和49年）
  - 9月 - 学校プール竣工。
  - 12月 - 特別教室（5教室）竣工（音楽室・音楽準備室・理科室・理科準備室・図書室・特殊学級）。
- 1982年（昭和57年）2月 - 創立110周年記念式典挙行。記念事業（ピアノ・舞台幕・スピーカー・アンプ・長机・腰かけ等）実施。
- 1997年（平成9年）2月 - 創立125周年記念式典挙行。記念音楽発表会と記念祝賀会（テント3張り・図書充実・運動会用アーチ・スリッパ等）開催。
- 2006年（平成18年）
  - 2月 - 屋内運動場改修工事落成式（記念全校朝会）。
  - 3月30日 - 市町村合併により、奄美市立小湊小学校と改称。
  - 6月 - ウミガメの卵の移設場を設置（プール横）。
- 2010年（平成22年） - 全国野生生物保護実績発表大会（東京で児童2名発表）
- 2014年（平成26年） - 地震・津波緊急システム設置。
- 2016年（平成28年） - 新校舎落成記念式典挙行。
- 2017年（平成29年） - 校訓碑完成（かしこく・ただしく・たくましく）。
- 2018年（平成30年） - 校訓碑除幕式挙行。
- 2019年（令和元年） - 教室・特別教室冷房設置。
- 2023年（令和4年）7月 - 創立150周年。

## 学区
- 名瀬大字小湊・名瀬大字名瀬勝

## 進学先
- 奄美市立大川中学校

## アクセス
- しまバス小湊線「奄美看護学校前」バス停から、徒歩約150m・約数分。

## 周辺
- 鹿児島県道607号小湊朝戸線
- 大島小湊郵便局
- 鹿児島県警奄美警察署小湊駐在所
- 奄美看護福祉専門学校